# Max Besuschkow
Max Besuschkow (Tübingen, 1997. május 31. –) német korosztályos válogatott labdarúgó, aki jelenleg a VfB Stuttgart II játékosa.

## Statisztika
2016. május 9. szerint.
| Klub             | Szezon   | Bajnokság | Bajnokság | Kupa  | Kupa | Nemzetközi | Nemzetközi | Összesen | Összesen |
| Klub             | Szezon   | Mérk.     | Gól       | Mérk. | Gól  | Mérk.      | Gól        | Mérk.    | Gól      |
| ---------------- | -------- | --------- | --------- | ----- | ---- | ---------- | ---------- | -------- | -------- |
| VfB Stuttgart II | 2015–16  | 32        | 4         | 0     | 0    | 0          | 0          | 32       | 4        |
| VfB Stuttgart II | Összesen | 32        | 4         | 0     | 0    | 0          | 0          | 32       | 4        |
| Összesen         | Összesen | 32        | 4         | 0     | 0    | 0          | 0          | 32       | 4        |